# 王尽美

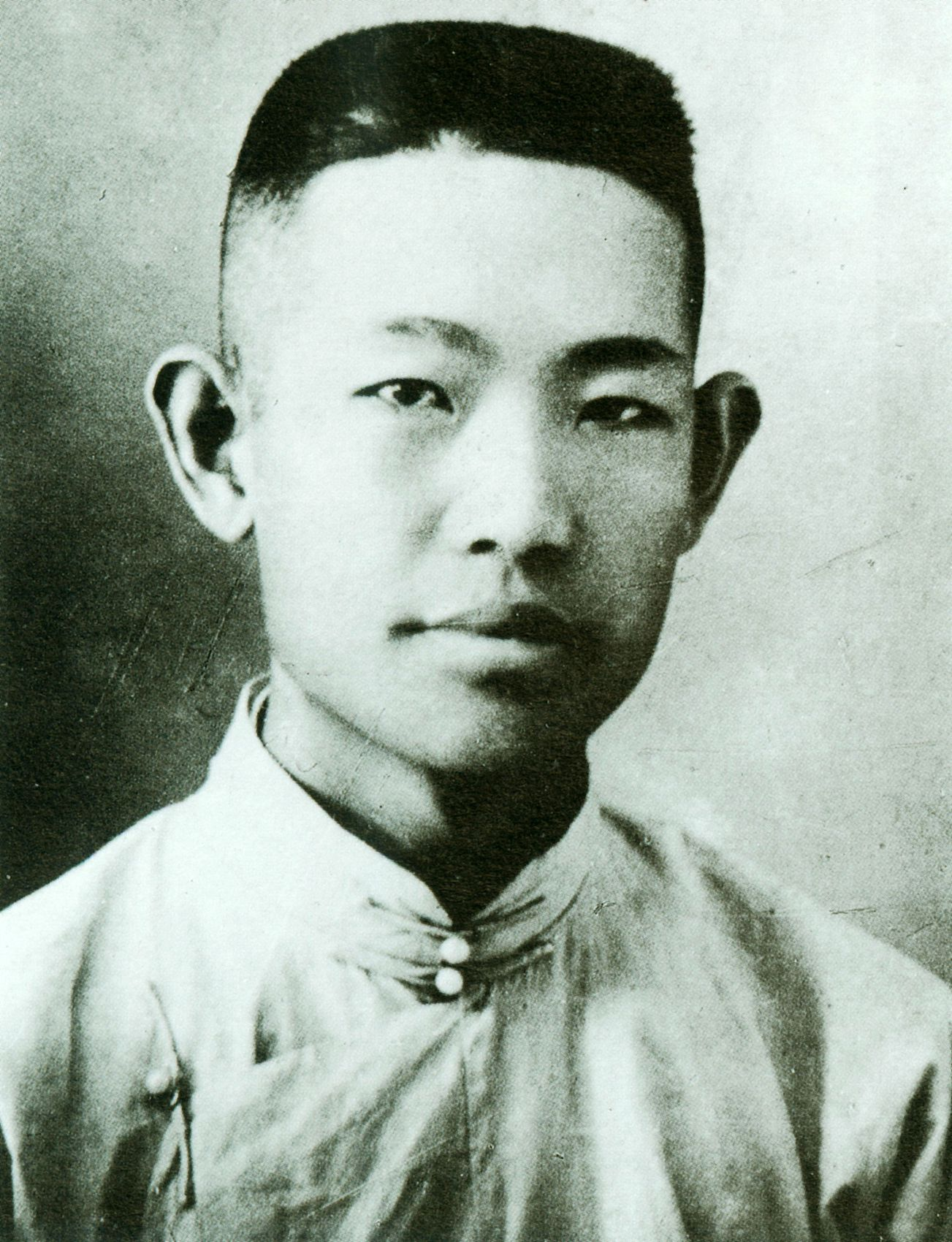
王尽美

王尽美（1898年6月14日—1925年8月19日），原名王瑞俊，又名王烬美，字灼斋，男，山东诸城人，祖籍连云港市海州当路村（1925年3月16日前往海州，称海州当路村是“旧家乡”），中国共产党創始人之一。

## 生平
1898年生于山东莒县北杏村（今属诸城市）。1918年夏，考入济南山东省立第一师范学校预科班。1919参加五四运动，为山东大专中学学生联合会负责人之一。
1920年3月为北京大学马克思学说研究会外埠会员。同年秋，与山东省一中学生邓恩铭等人发起成立励新学会，出版《泺源新刊》（一师学生自治会主办）半月刊。1921年春，与邓恩铭发起创建济南共产主义小组。7月，赴上海出席中国共产党第一次全国代表大会，后任中共山东区支部书记，中国劳动组合书记部山东分部主任。1922年1月，赴莫斯科参加远东各国共产党和民族革命团体第一次代表大会，受到列宁的接见。7月，在上海出席中共二大。会后与邓中夏一起负责中国劳动组合书记部的领导工作，参与了制定《劳动法大纲》。1922年11月，在山海关领导建立党组织，先后领导山海关、秦皇岛等地的罢工运动，并为开滦五矿总同盟罢工指挥部的成员之一。1923年2月，在山海关被逮捕，关押在临榆县。工人纠察队队员将临榆县政府包围，进行请愿，临榆县县长下令将其释放。后重回山东。10月以个人身份加入中国国民党。

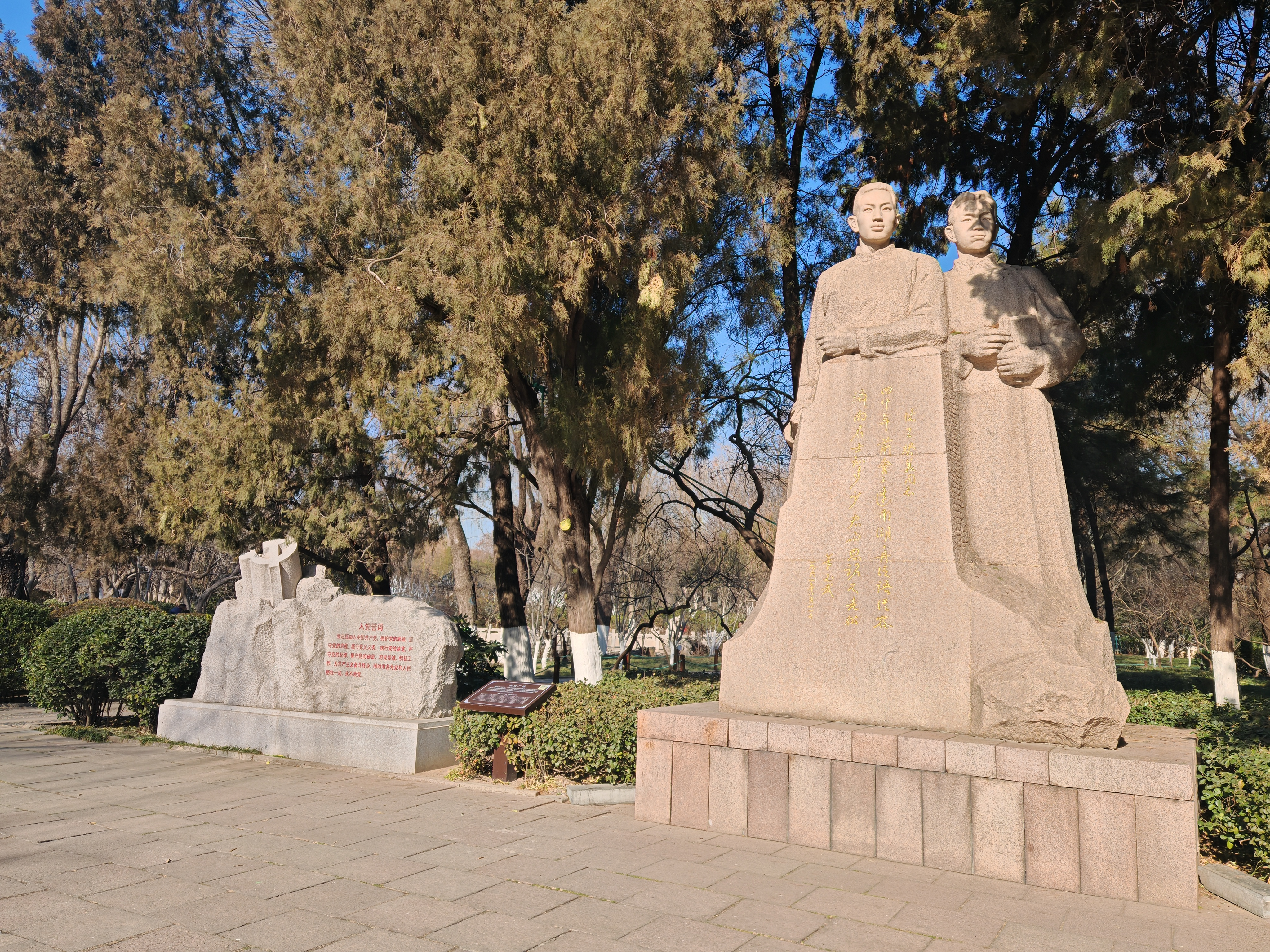
济南市中共山东省委秘书处旧址外王尽美（左）和邓恩铭的纪念雕塑

1924年1月，赴广州参加中国国民党第一次全国代表大会。11月，任中共山东地方执行委员会书记。年底，受孫中山约见。孙中山以个人名义委派他为国民会议宣传员特派员，在山东宣传和筹备召开国民会议。
1925年1月，赴上海出席中共四大。2月，抱病（肺结核）组织青岛国民会议促成会，同时与邓恩铭共同领导胶济铁路工人罢工。3月1日去北京参加国民会议促进会全国代表大会。4月回山东后病情恶化。1925年8月19日在青岛病逝，时年27岁。

## 家庭
- 长子王乃征（1919－2009年），曾任吉林省军区副司令员。[4][5]1938年初，董昆一和赵志刚介绍王乃征入党，并安排他回北杏村组织成立了中共北杏支部。
  - 王军[6][7]
  - 王毅
  - 王枫，儿科医师[5]

- 次子王乃恩（王杰）（1922年－？），前上海市交通工作委员会党委副书记。[5]
  - 王明华（1941年－），浙江大学信息学院信电系微电子与光电子研究所教授。[8][9]
    - 王继红[10]
    - 王继梅[10]

  - 王立华
  - 王建华
  - 王爱华，解放军第二军医大学长征医院教授[5][11]

## 备注
1. ↑  1921年11月7日赴莫斯科參加遠東各國共產黨及民族革命團體第一次代表大會在滿洲里填寫的入境調查表上是1899年4月20日[2]